# لويس كيلسو هنت
لويس كيلسو هنت (بالإنجليزية: Lois Kelso Hunt)‏ هي ممثلة أمريكية، ولدت في 16 يوليو 1926 في أوك بارك في الولايات المتحدة، وتوفيت في 20 مايو 2018 في الإسكندرية في الولايات المتحدة بسبب ذات الرئة.

## وصلات خارجية
- لويس كيلسو هنت على موقع IMDb (الإنجليزية)
- لويس كيلسو هنت على موقع قاعدة بيانات الفيلم (الإنجليزية)